# Bartomeu Llull
Bartomeu Llull (Ciutat de Mallorca, 1565 - 1634), teòleg i prevere.
Estudià teologia a la Universitat Lul·liana de Mallorca. El 1595 es traslladà a Roma per representar el capítol de la Seu de Mallorca i ser procurador allà dels jurats de Mallorca, a més va treballar en la causa de canonització de Ramon Llull. El 1608, fou nomenat canonge penitenciari de la Seu de Mallorca. El 1611 va fer aixecar la tomba, amb capella i retaule, de Ramon Llull a l'església del Convent de Sant Francesc de Ciutat de Mallorca. Va ser cofundador del convent de Sant Bartomeu a Inca. Fundà el Col·legi Lul·lià de Nostra Senyora de la Sapiència (1635), com col·legi de dret apostòlic. El 1628 ha havien començat les obres i havia de ser per 12 estudiants. També fundà la Casa i l'Hospital de les Minyones (1628) i promogué la construcció de la basílica de Lluc.